# Minkowski-Raum
Der Minkowski-Raum, benannt nach Hermann Minkowski, ist ein vierdimensionaler Raum, in dem sich die Relativitätstheorie elegant formulieren lässt. Um 1907 erkannte Minkowski, dass die Arbeiten von Hendrik Antoon Lorentz (1904) und Albert Einstein (1905) zur Relativitätstheorie in einem vierdimensionalen nicht-euklidischen Raum verstanden werden können. Er vermutete, dass in einem solchen der dreidimensionale Raum und die Zeit als sogenanntes Raum-Zeit-Kontinuum miteinander verbunden sind. Dieses wird auch als Minkowski-Welt bezeichnet.
Drei seiner Koordinaten sind die des Euklidischen Raums; dazu kommt eine vierte Koordinate für die Zeit. Der Minkowski-Raum besitzt also vier Dimensionen. Dennoch unterscheidet sich der Minkowski-Raum wesentlich von einem vierdimensionalen euklidischen Raum aufgrund der unterschiedlichen Struktur von Raum- und Zeitkoordinaten (siehe unten).
In der Mathematik betrachtet man auch Minkowski-Räume beliebiger Dimension als Spezialfälle pseudoeuklidischer Räume. Minkowski-Räumen zugrunde liegt ein Vektorraum der Parallelverschiebungen (Minkowski-Vektorraum) mit einem Pseudoskalarprodukt (so wie bei Euklidischen Räumen ein Euklidischer Vektorraum mit Skalarprodukt). Die Punkte des Minkowski-Raumes werden Ereignisse genannt, im Unterschied zu den Vierervektoren genannten Elementen des Vektorraums.

## Reelle Definition
Der Minkowski-Vektorraum ist ein vierdimensionaler reeller Vektorraum, auf dem das Skalarprodukt nicht durch den üblichen Ausdruck, sondern durch eine nichtausgeartete symmetrische Bilinearform {\displaystyle g} vom Index 1 gegeben ist. Diese ist also nicht positiv definit. Man ordnet den Minkowski-Vierervektor vier-komponentige Elemente {\displaystyle \mathbf {x} } bzw. {\displaystyle \mathbf {y} } zu und setzt in der Regel
{\displaystyle g(\mathbf {x} ,\mathbf {y} )\equiv \mathbf {x\cdot y} :=-x_{0}y_{0}+x_{1}y_{1}+x_{2}y_{2}+x_{3}y_{3},}
wobei {\displaystyle \mathbf {x\cdot y} } eine Kurzschreibweise für {\displaystyle g(\mathbf {x} ,\mathbf {y} )} ist und die Koordinate {\displaystyle x_{0}=ct} ebenfalls reell definiert ist: sie geht mit Hilfe der Lichtgeschwindigkeit {\displaystyle c} aus der Zeitkoordinate {\displaystyle t} hervor.
Statt der hier gewählten Signatur {\displaystyle {(-,+,+,+)},} die in der allgemeinen Relativitätstheorie heute am häufigsten verwendet wird (sie ist die Konvention im einflussreichen Lehrbuch Gravitation von Charles Misner, Kip Thorne und John Archibald Wheeler von 1973), wird – vor allem in der neueren Literatur – oft die physikalisch äquivalente umgekehrte Signatur {\displaystyle {(+,-,-,-)}} gewählt. Letztere ist auch in der Teilchenphysik weit verbreitet und wird zum Beispiel in der bekannten Lehrbuchreihe von Landau und Lifschitz verwendet. {\displaystyle {(+,-,-,-)}} wird im Englischen daher auch Teilchenphysik-Konvention genannt (auch Westküsten-Konvention), und {\displaystyle {(-,+,+,+)}} die Relativitätstheorie-Konvention (auch Ostküsten-Konvention). Die Zeit wird zuweilen auch als vierte statt als erste Koordinate geführt.
Eine symmetrische Bilinearform mit einer derartigen Signatur wird auch Minkowski-Metrik oder (bei einer Lorentz-Mannigfaltigkeit für die Tangentialräume) Lorentz-Metrik genannt.
Alternativ kann man das innere Produkt zweier Elemente des Minkowski-Vektorraumes auch als Wirkung des metrischen Tensors {\displaystyle \eta _{\mu \nu }} auffassen:
{\displaystyle g(\mathbf {x} ,\mathbf {y} )\equiv \mathbf {x\cdot y} :=\eta _{\mu \nu }x^{\mu }y^{\nu }\,,}
indem man kontravariante und kovariante Vektorkomponenten unterscheidet (obere bzw. untere Indizes, z. B. {\displaystyle x^{0}=+ct\,,} aber {\displaystyle x_{0}=\eta _{0\nu }\,x^{\nu }=-ct\,,} {\displaystyle \eta _{\mu \nu }={\rm {diag}}(-1,+1,+1,+1)\,}).

## Definition mit imaginärer Zeit
In manchen älteren Lehrbüchern wird eine äquivalente Notation mit einer imaginären Zeitachse verwendet, die dadurch die gemischte Signatur des inneren Produkts vermeidet. Durch Setzen von {\displaystyle x_{0}=\mathrm {i} ct,x_{1}=x,x_{2}=y,x_{3}=z} können die {\displaystyle x_{i}} mit positiv definiter, euklidischer Metrik verwendet werden und man erhält dennoch die korrekte Minkowski-Signatur
{\displaystyle x_{0}^{2}+x_{1}^{2}+x_{2}^{2}+x_{3}^{2}=-c^{2}t^{2}+x^{2}+y^{2}+z^{2}\ .}
Eine Eigenschaft dieser Konvention ist, dass nicht zwischen kontravarianten und kovarianten Komponenten unterschieden wird. Der Wechsel von Minkowski-Signatur auf euklidische Signatur der Metrik wird dabei als Wick-Rotation bezeichnet. In modernen Lehrbüchern wird diese Konvention nicht verwendet und von der Verwendung abgeraten.

## Lorentz-Transformationen
Die Lorentz-Transformationen spielen eine den Drehungen um den Koordinatenursprung in euklidischen Räumen analoge Rolle: Es sind diejenigen homogen-linearen Transformationen, die das Objekt {\displaystyle \eta _{\mu \nu }} und damit das innere Produkt des Minkowski-Vektorraums invariant lassen, was die Bedeutung des Minkowski-Vektorraums in der speziellen Relativitätstheorie begründet. Auch eignet sich dieser Formalismus zur Verallgemeinerung in der allgemeinen Relativitätstheorie. Im Gegensatz zu den Drehgruppen haben die Lorentz-Transformationen auch die Kausalstruktur der Systeme als Folge.
Die Lorentz-Transformationen setzen sich zusammen aus einer räumlichen Drehung und einem sog. „Boost“ (alias Spezielle Lorentz-Transformation), d. h. dem Übergang zu einem relativ zum ursprünglichen Beobachtersystem mit gleichnamiger Geschwindigkeit (kleiner als die des Lichts) bewegten System. Die Drehung kann vor oder nach dem Boost erfolgen, da beide Operationen aber nicht vertauschbar sind, sind die erforderlichen Drehungen und Boosts (im Allgemeinen) jeweils unterschiedlich; insbesondere die Drehungen sind im Gegensatz zu einer Galilei-Transformation der nichtrelativistischen Physik deshalb unterschiedlich, weil der Boost infolge der Längenkontraktion Einfluss auf den Raum bzw. die Raumkoordinaten hat.

## Minkowski-Raum und Minkowski-Vektorraum
Der Minkowski-Raum {\displaystyle M} ist die vierdimensionale Raumzeit, seine Punkte werden in der Relativitätstheorie Ereignisse genannt.
So wie man in der Analytischen Geometrie dem Euklidischen Raum einen Euklidischen Vektorraum als Vektorraum zuordnet – etwa als Menge der Parallelverschiebungen, unterliegt der Raumzeit ein pseudoeuklidischer Vektorraum (Minkowski-Vektorraum) {\displaystyle V}. Die Stelle der Parallelverschiebungen nehmen hier die Raum-Zeit-Translationen ein, die Vektoren werden auch Vierervektoren genannt. Beispiele für raumzeitliche Parallelverschiebungen sind die Übergänge zu einem räumlich verschobenen Beobachter (Inertialsystem) mit im Allgemeinen nicht synchronisierter Uhr: Ein solcher Übergang von einem Inertialsystem zu einem anderen wird im Minkowski-Vektorraum beschrieben durch die Lorentz-Transformation (Drehung und Boost), in der Raumzeit durch die Poincaré-Transformation (mit zusätzlicher Parallelverschiebung, d. h. Raum-Zeit-Translation).

## Minkowski-Räume in der Mathematik
In der Mathematik, speziell der Differentialgeometrie betrachtet man auch Minkowski-Räume und -Vektorräume beliebiger Dimension > 1. Letztere sind {\displaystyle (n+1)}-dimensionale Vektorräume mit einer symmetrischen Bilinearform {\displaystyle g} der Signatur {\displaystyle (1,n)}. In einer geeigneten („kanonischen“) Basis lässt sich {\displaystyle g} als
{\displaystyle g(\mathbf {x} ,\mathbf {y} )=-x_{0}y_{0}+x_{1}y_{1}+\ldots +x_{n}y_{n}},
darstellen, diese Form bezeichnet man als Lorentzform.
Dabei sind {\displaystyle x_{1},\ldots x_{n}} und {\displaystyle y_{1},\ldots y_{n}} die Koordinaten der Vektoren {\displaystyle \mathbf {x} ,\mathbf {y} }.
Für {\displaystyle g(\mathbf {x} ,\mathbf {y} )} schreibt man wieder kurz {\displaystyle \mathbf {x\cdot y} }, für {\displaystyle g(\mathbf {x} ,\mathbf {x} )} dann auch {\displaystyle \mathbf {x} ^{2}}.
Die kanonischen Koordinatensysteme der Raumzeit sind die Inertialsysteme, gekennzeichnet durch einen raumzeitlichen Ursprung (räumlicher Bezugspunkt zur „Stunde Null“) mit einem Kartesischen Koordinatensystem der Raumkoordinaten. Idealerweise benutzt man natürliche Einheiten (etwa Sekunden als Zeit- und Lichtsekunden als Entfernungseinheit). Im Minkowski-Vektorraum entspricht dies einer kanonischen Basis drei aufeinander senkrecht stehenden raumartigen Vektoren, die zusammen eine räumliche Orthonormalbasis bilden, und einem zeitartigen Vektor.

## Kausalstruktur (raumartige, zeitartige und lichtartige Vektoren)
Die Elemente {\displaystyle x} des Minkowski-Vektorraums können nach dem Vorzeichen von {\displaystyle g(\mathbf {x} ,\mathbf {x} )} (bzw. {\displaystyle \mathbf {x} ^{2}}) in drei Klassen eingeteilt werden:
- zeitartige Minkowski-Vektoren (das entspricht kausal durch „massive Körper“ beeinflussbaren „Ereignispaaren“[Anm. 1]),
- raumartige Minkowski-Vektoren (kausal nicht beeinflussbare Ereignispaare)
- – als Grenzfall – lichtartige Minkowski-Vektoren (kausal nur durch Lichtsignale beeinflussbare Ereignispaare).

Die Invarianz dieser Einteilung bei allen Lorentz-Transformationen folgt aus der Invarianz des Lichtkegels. Dabei beschreibt das zeitartige Innere des Lichtkegels die kausale Struktur: mögliche Ursachen eines Ereignisses liegen in der „Vergangenheit“ (Rückwärtsbereich des Lichtkegel-Inneren), mögliche Auswirkungen in der „Zukunft“ (Vorwärtsbereich des Lichtkegel-Inneren); außerdem gibt es noch den raumartigen Außenbereich des Lichtkegels, der mit dem betrachteten Ereignis im Zentrum gar nicht „kausal zusammenhängt“, weil dazu Informationsübertragung mit Überlichtgeschwindigkeit nötig wäre.
In einem Minkowski-Raum gibt es zu jedem (Raum-Zeit-)Punkt (d. h. Ereignis) einen Lichtkegel.
Entsprechend ergeben sich für Paare von Raumzeitpunkten {\displaystyle X,Y} in einem Minkowski-Raum {\displaystyle m} folgende Relationen:
- {\displaystyle X} liegt zeitlich vor {\displaystyle Y}, in Zeichen {\displaystyle X\ll Y} (oder {\displaystyle X\prec \!\prec Y}), wenn {\displaystyle Y} im Innern des Vorwärts-Lichtkegels von {\displaystyle X} liegt, d. h. wenn der Vierervektor, der vom Ereignis {\displaystyle X} zum Ereignis {\displaystyle Y} zeigt, zeitartig ist. Die Feststellung „liegt zeitlich vor“ ist dann absolut, d. h. alle Beobachter werden dies unabhängig von ihren Bewegungszustand so beobachten. Es gibt dann insbesondere kein Bezugssystem, in dem beide Ereignis am gleichen Ort beobachtet werden.
- {\displaystyle X} geht streng kausal vor {\displaystyle Y}, in Zeichen {\displaystyle X{<}Y}, wenn der Vierervektor, der von {\displaystyle X} zu {\displaystyle Y} zeigt, zeit- oder lichtartig ist. {\displaystyle Y} liegt im Inneren des Vorwärts-Lichtkegels von {\displaystyle X}, oder auf dessen Mantel. Genau dann liegt in allen Beobachtersystemen {\displaystyle X} zeitlich vor {\displaystyle Y}, so dass eine kausale Beeinflussung von {\displaystyle Y} durch {\displaystyle X} möglich ist.
- {\displaystyle X} geht kausal vor {\displaystyle Y}, in Zeichen {\displaystyle X\prec Y} (oder {\displaystyle X\leq Y}), wenn {\displaystyle X{<}Y} oder {\displaystyle X=Y} ist.
- {\displaystyle X} horismos {\displaystyle Y},[5][6] in Zeichen {\displaystyle X\to Y} (oder {\displaystyle X\nearrow Y}), wenn {\displaystyle X=Y} oder der Vierervektor von {\displaystyle X} nach {\displaystyle Y} lichtartig ist.[7]
- {\displaystyle Y} liegt im Anderswo (englisch elsewhere) von {\displaystyle X}: Die beiden Ereignisse liegen so weit auseinander und zeitlich so kurz hintereinander, dass selbst ein Lichtstrahl nicht von {\displaystyle X} nach {\displaystyle Y} gelangen kann. Mehr, noch: Es gibt dann Bezugssysteme, in denen beide Ereignisse zur selben Zeit stattfinden, und weitere Bezugssysteme, in denen die zeitliche Reihenfolge umgekehrt erscheint. Die beiden Ereignisse können sich gegenseitig nicht beeinflussen, d. h. sind kausal unabhängig (nebenläufig), was eine reflexive Relation darstellt, die gelegentlich mit {\displaystyle X\parallel Y} bezeichnet wird (siehe Kausalität §Kausalordnung).

Anmerkungen:
- Um eine leichte Vergleichbarkeit zu gewährleisten, wurde dieselbe Notation verwendet, wie sie für gekrümmte Lorentz-Mannigfaltigkeiten üblich ist.[8][9] Wegen der ebenen Struktur sind die Verhältnisse hier aber wesentlich einfacher.
- Die Bezeichnung horismos leitet sich ab von altgriechisch ὁρισμός ‚Festlegung‘ und war die Bezeichnung für ein kaiserliches Dekret (Byzantinisches Reich, bekannt seit dem späten 11. Jhd.), es war ein Synonym für Prostagma.[10]
- Die chronologische Relation {\displaystyle X\ll Y} und die streng kausale Relation {\displaystyle X{<}Y} sind irreflexiv und definieren auf {\displaystyle M} jeweils eine strenge Halbordnung. Die kausale Relation {\displaystyle X\prec Y} alias {\displaystyle X\leq Y} und die horismos-Relation {\displaystyle X\to Y} alias {\displaystyle X\nearrow Y} sind reflexiv und definieren auf {\displaystyle M} jeweils eine reflexive Halbordnung.
- Da für alle {\displaystyle X,Y\in M} die folgenden logischen Äquivalenzen gelten:

{\displaystyle X{<}Y\Leftrightarrow X\leq Y\land X\neq Y}
und umgekehrt
{\displaystyle X\leq Y\Leftrightarrow X{<}Y\lor X=Y}
kann man sich auf die kausale oder die streng kausale Ordnung beschränken.

## Inverse Dreiecksungleichung
Von überragender Bedeutung für die Relativitätstheorie ist die in Minkowski-Räumen geltende inverse Dreiecksungleichung. Diese besagt, dass die Eigenzeit eines Weges zusammengesetzt aus zwei zeitartigen Vektoren gleicher Zeitorientierung stets größer ist als die Summe der Eigenzeiten der jeweiligen Vektoren. In Formeln: Sind {\displaystyle {\mathbf {x}}} und {\displaystyle {\mathbf {y}}} beliebige zeitartige Vektoren mit gleicher Zeitorientierung (d. h. {\displaystyle {\mathbf {x}}\cdot {\mathbf {y}}<0} bzgl. East Coast convention), dann gilt
{\displaystyle \tau ({\mathbf {x}}+{\mathbf {y}})\geq \tau ({\mathbf {x}})+\tau ({\mathbf {y}})}
Hierbei bezeichnet {\displaystyle \tau ({\mathbf {x}})={\sqrt {-{\mathbf {x}}\cdot {\mathbf {x}}}}} die Eigenzeit für einen zeitartigen Vektor {\displaystyle {\mathbf {x}}}. Die Ungleichung lässt sich auf beliebige endliche Summen von zeitartigen Vektoren gleicher Zeitorientierung ausdehnen. Die inverse Dreiecksungleichung spielt eine Schlüsselrolle bei der Auflösung des sog. Zwillingsparadoxons. Sie lässt sich mithilfe der umgekehrten Cauchy-Schwarzschen Ungleichung beweisen.

## Theorem von Zeeman
Nach einem Theorem von Erik Zeeman (1964) gilt:
Sei {\displaystyle M} ein Minkowski-Raum der Dimension {\displaystyle d} mit {\displaystyle d{>}2}. Dann bilden die chronologischen Automorphismen (d. h. die bzgl. der chronologischen Relation treuen Bijektionen) eine Gruppe, und diese ist zur Gruppe der inhomogenen Lorentz-Transformationen und Dehnungen isomorph.
Dies besagt, dass die mit {\displaystyle M} assoziierten physikalischen Invarianten auf natürliche Weise aus der Kausalstruktur {\displaystyle (M,\prec )} folgen, wobei {\displaystyle \prec } die oben definierte Kausalbeziehung auf der Ereignismenge {\displaystyle M} bezeichnet.